# Dekan (kemija)
Dekan je ugljikovodik, alkan, s kemijskom formulom C10H22. Iako dekan može imati 75 strukturnih izomera, termin se obično odnosi na normalni dekan ("n-dekan") formule CH3(CH2)8CH3. Međutim, svi izomeri pokazuju slična svojstva i svi su zapaljive tekućine. Dekan je sastavni dio benzina i kerozina. Kao i ostali alkani, dekan je nepolarno otapalo, nije topiv u vodi i lako je zapaljiv. Osim što je jedna od komponenti goriva, dekan ima malu vrijednost kao kemijska sirovina, za razliku od nekoliko drugih alkana.

## Reakcije
Kao i ostali alkani, dekan je zapaljiv. U prisustvu dovoljne količine kisika, gorenjem dekana nastaju voda i ugljikov dioksid.
2 C10H22 + 31 O2 → 20 CO2 + 22 H2O
Gorenjem dekana uz nedostatak kisika, osim vode, nastaju ugljični monoksid ili elementarni ugljik (čađa).

## Linkovi
1. ↑  The 75 Isomers of Decane. Inačica izvorne stranice arhivirana 21. travnja 2021. Pristupljeno 19. studenoga 2018. journal zahtijeva |journal= (pomoć)
2. ↑  Petroleum - Chemistry Explained (engleski)
3. ↑  Karl Griesbaum, Arno Behr, Dieter Biedenkapp, Heinz-Werner Voges, Dorothea Garbe, Christian Paetz, Gerd Collin, Dieter Mayer, Hartmut Höke "Hydrocarbons" in Ullmann's Encyclopedia of Industrial Chemistry 2002 Wiley-VCH, Weinheim. DOI:10.1002/14356007.a13_227